# 212A型潜水艦
212A型潜水艦（ドイツ語：U-Boote der Klasse 212）は、ドイツが開発したAIP搭載通常動力型潜水艦。

## 概要
ドイツ海軍のほか、イタリア海軍で運用されている。ドイツ海軍ではU-31からU-36までの6隻が就役済みで、イタリア海軍でも「サルヴァトーレ・トーダロ」、「シレ」、「ピエトロ・ヴェヌーティ」、「ロメオ・ロメイ」の4隻が就役済みである。また、2021年2月にはOCCARの枠組みでイタリアが2隻追加発注しており、その搭載機器の一部はレオナルド S.p.Aなどのイタリア企業が製作する。
AIPにPEM燃料電池を採用することによって数週間の潜水が可能であることと､水中での高度な機動性確保のため舵がX舵であるが特徴的である｡
2017年2月3日、ノルウェーとドイツおよびドイツ海軍は戦略的パートナーシップを締結することになり、ウーラ級潜水艦の後継として212型NGを4隻調達することを決定した。同協定の一環として、ドイツは同じ構成の艦を2隻購入する予定である。

## 改修
2025年6月、ドイツ連邦軍はティッセンクルップ・マリン・システムズ社に対して、212A型6隻の近代化改修を発注した。改修内容は潜水艦の中核システムの近代化で、特に最初の4隻の古い航法システムと、指揮および武器システムの改修に重点が置かれている。

## 同型艦
| 国名         | #    | 艦名                                              | 建造所                                | 起工           | 進水            | 就役            |
| ------------ | ---- | ------------------------------------------------- | ------------------------------------- | -------------- | --------------- | --------------- |
| ドイツ海軍   | S181 | U-31                                              | HDW                                   | 1998年 7月1日  | 2002年 3月20日  | 2005年 10月19日 |
| ドイツ海軍   | S182 | U-32                                              | ノルトゼーヴェルケ                    | 2000年 7月11日 | 2003年 12月4日  | 2005年 10月19日 |
| ドイツ海軍   | S183 | U-33                                              | HDW                                   | 2001年 4月30日 | 2004年 9月      | 2006年 6月13日  |
| ドイツ海軍   | S184 | U-34                                              | ノルトゼーヴェルケ                    | 2001年 12月    | 2006年 7月      | 2007年 5月3日   |
| ドイツ海軍   | S185 | U-35 U 35                                         | HDW                                   | 2007年 8月21日 | 2011年 11月15日 | 2015年 3月23日  |
| ドイツ海軍   | S186 | U-36 U 36                                         | HDW                                   | 2008年 8月19日 | 2013年 2月6日   | 2016年 10月10日 |
| イタリア海軍 | S526 | サルヴァトーレ・トーダロ Salvatore Todaro (S-526) | フィンカンティエリ ムッジャーノ造船所 | 1999年 7月3日  | 2003年 11月6日  | 2006年 6月29日  |
| イタリア海軍 | S527 | シレ Sciré (S-527)                                | フィンカンティエリ ムッジャーノ造船所 | 2000年 5月27日 | 2004年 12月18日 | 2007年 2月19日  |
| イタリア海軍 | S528 | ピエトロ・ヴェヌーティ Pietro Venuti (S-528)      | フィンカンティエリ ムッジャーノ造船所 | 2009年 12月9日 | 2014年 10月9日  | 2016年 7月6日   |
| イタリア海軍 | S529 | ロメオ・ロメイ Romeo Romei (S-529)                | フィンカンティエリ ムッジャーノ造船所 | 2012年         | 2015年 7月4日   | 2017年 5月11日  |

## ギャラリー

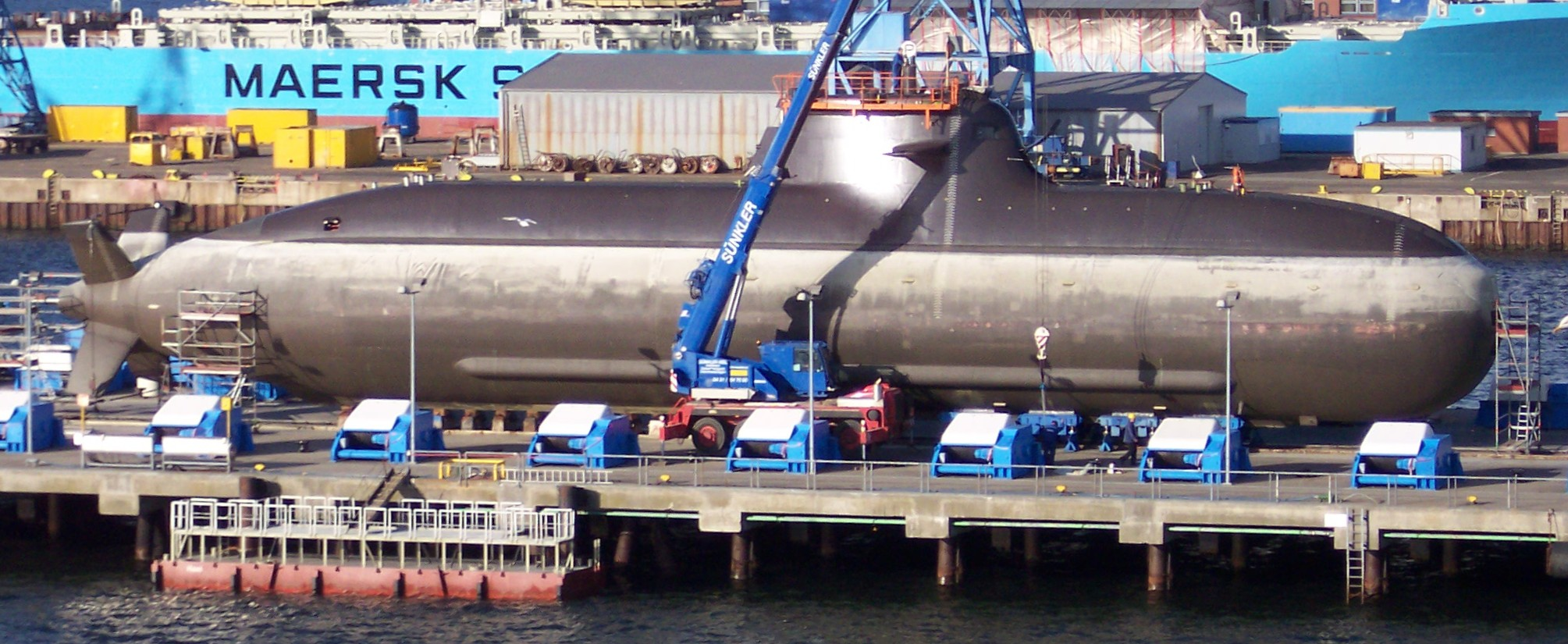
HDW造船所で建造中のU32。
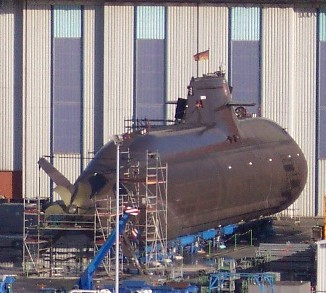
同左。特徴的なセイルの成形がよく分かる。
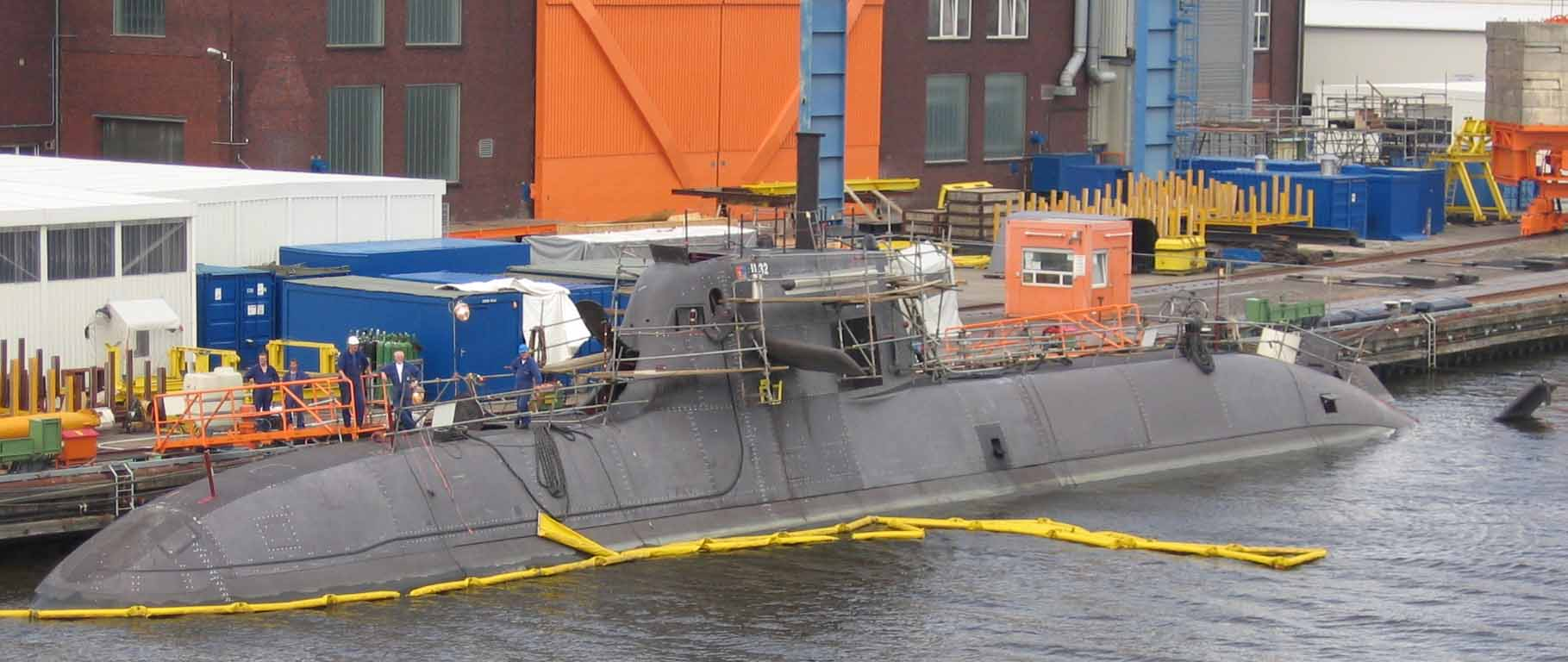
エムデン軍港に停泊中のU32（2004年11月）。